# Mayenne (miejscowość)
Mayenne – miejscowość i gmina we Francji, w regionie Kraj Loary, w departamencie Mayenne.
Według danych na rok 1990 gminę zamieszkiwało 13 549 osób, a gęstość zaludnienia wynosiła 682 osób/km² (wśród 1504 gmin Kraju Loary Mayenne plasuje się na 23. miejscu pod względem liczby ludności, natomiast pod względem powierzchni na miejscu 558.).

## Miasta partnerskie
- Waiblingen, Niemcy
- Devizes, Wielka Brytania
- Jesi, Włochy